# Haimbachia subterminalis
Haimbachia subterminalis là một loài bướm đêm trong họ Crambidae.